# Moustac
Cercopithecus cephus
Espèce
Statut de conservation UICN

 LC  : Préoccupation mineure
Statut CITES
Le Moustac (Cercopithecus cephus) est un singe africain de la famille des cercopithécidés.

## Dénominations
Ce primate est également appelé moustac de Buffon, cercopithèque moustac ou encore moustac bleu.

## Description
Les cercopithèques comptent parmi les singes les plus brillamment colorés, chez lesquels les variations de teintes et la disposition des couleurs offrent une incomparable variété, unique dans le monde des mammifères. Le moustac, dont le nom vient du dessin noir en forme de moustache qui lui orne le visage, est assez étroitement localisé dans le Cameroun, où il habite les forêts et les galeries forestières bordant les cours d'eau traversant la savane. Il ne se tient guère au sommet des arbres, où il deviendrait facilement la proie des grands rapaces mangeurs de singes, mais préfère évoluer au cœur même des frondaisons, entre 5 et 12 m de hauteur. Là, l'ombre et l'humidité ambiantes lui conviennent, et il trouve une nourriture végétale abondante. C'est avant tout un singe végétarien, qui se délecte de bourgeons, de feuilles tendres et surtout de fruits et de graines variés. Il chasse adroitement les lézards arboricoles et gobe les œufs d'oiseaux.
Le moustac vit en petites bandes réunissant une dizaine de sujets, guidés par un vieux mâle expérimenté. La vie sociale de ce primate est très évoluée, et les spécialistes ont pu établir tout un répertoire de signaux, de mimiques et d'attitudes dont le moustac fait usage pour communiquer et se faire comprendre, tant de ses semblables que des autres espèces et même de ses ennemis. Il existe une quinzaine d'espèces différentes de cercopithèques, dont le grivet, le singe vert et le mone sont les mieux connus.

## Répartition géographique et habitat

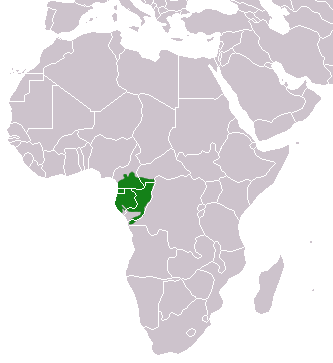
Répartition du moustac en Afrique.

L'aire de répartition du moustac s'étend en Afrique équatoriale de la Sanaga jusqu'au fleuve Congo. Il est ainsi présent en Angola, au Cameroun, en République centrafricaine, au Congo, en République démocratique du Congo, en Guinée équatoriale et au Gabon.

## Liste des sous-espèces
Selon Mammal Species of the World (version 3, 2005)  (7 octobre 2014) :
- sous-espèce Cercopithecus cephus cephodes
- sous-espèce Cercopithecus cephus cephus
- sous-espèce Cercopithecus cephus ngottoensis

### Source
- 1975, Éditions Rencontre S.A. , Lausanne